# Wspólnota „Chleb Życia”
Wspólnota Chleb Życia (fr. Communauté du Pain de Vie, ang. Bread of Life Community) – wspólnota Kościoła katolickiego powstała w 1976 roku we Francji i uznana kanonicznie w 1984 roku, po czym rozwiązana w 2015 roku przez biskupa Bayeux-Lisieux.
Wspólnota Chleb Życia nie była zgromadzeniem zakonnym. Powołaniem wspólnoty było życie wśród ubogich we wspólnych domach, by dzieląc z nimi życie wspólnie walczyć o poprawę losu i bardziej godne warunki życia. Wspólnota była obecna w 6 krajach, również w Polsce.
Od 8 lipca 2016 roku wspólnota Chleb Życia działa w oparciu o statut z 22 sierpnia 2015 z główną siedzibą w Berlinie, gdzie obraduje Rada koordynująca gałęzie w 11 krajach, w tym w Polsce.

## Kontrowersje
Z uwagi na postulowany kult jej założycieli, izolację członków od świata zewnętrznego, wprowadzania ich w stan poczucia winy, nacisków oraz upokorzeń (w tym prowadzących do samobójstwa) oraz niepłacenie składek emerytalnych Wspólnota została rozwiązana przez biskupa w 2015 i od tego czasu pozbawiona uznania Kościoła katolickiego.
W 2019 roku założyciele wspólnoty, Pascal i Marie-Annick Pingault, zostali skazani w wyniku apelacji przez sąd na zapłatę ponad 72 tysięcy euro odszkodowania byłemu członkowi wspólnoty za nieopłacanie składek emerytalnych.

## W Polsce
W Polsce wspólnota powstała w 1990 roku w Bulowicach koło Kęt. Jej przełożoną jest siostra Małgorzata Chmielewska. Od 2010 roku działa jako prywatne stowarzyszenie wiernych (erygowane Dekretem Arcybiskupa Metropolity Warszawskiego, z dnia 10 sierpnia 2010 roku) i ma status organizacji pożytku publicznego. Wspólnota Chleb Życia ma zgodę poszczególnych ordynariuszy na działanie na terenach Archidiecezji Warszawskiej i Krakowskiej oraz Diecezji Włocławskiej, Rzeszowskiej i Sandomierskiej.